# ديفيد فورمان (مصور سينمائي)
ديفيد فورمان (بالإنجليزية: David Foreman)‏ هو عالم بيئة ومصور سينمائي أمريكي، ولد في 1947.

## روابط خارجية
- ديفيد فورمان على موقع IMDb (الإنجليزية)
- ديفيد فورمان على موقع قاعدة بيانات الفيلم (الإنجليزية)